# Kobenthet
Kobenthet, även kallad X-benthet och valgusvackling, är ett fysiologiskt tillstånd då fötterna är längre ifrån varandra än normalt. Det ser då ut som att knäna buktar inåt. Det är motsatsen till hjulbenthet.
Detta tillstånd, vars latinska namn är genu valgum, är vanligt bland yngre barn och är vanligtvis särskilt tydligt hos barn i fyraårsåldern. Generellt sett är kobenthet en naturlig del av barnets utveckling, och benen blir vanligtvis rakare i sex- eller sjuårsåldern. Kobenthet av lindrigare grad kan även förekomma hos vuxna individer utan att det finns någon anledning till oro, så länge tillståndet inte ger upphov till andra problem. Kobenthet kan ibland vara ett tecken på ett underliggande tillstånd som bör behandlas. Detta gäller särskilt då tillståndet utvecklas hos äldre barn eller vuxna, eller inte alls förbättras med åldern.